# 唇蘇指鰧
唇蘇指鰧（學名：Dactyloscopus fallax），為輻鰭魚綱䲁形目指鰧科指鰧屬的一個種，分布於東太平洋墨西哥錫那羅亞向南至厄瓜多的蓬塔曼丁加海域，深度0至31公尺，本魚身體扁平，向尾部逐漸變細，頭大，上部扁平，前部圓而窄，眼外突，有柄，兩唇均有皮瓣，上唇11個，下唇16個，鰓蓋緣有12個，背鰭硬棘與軟條分離且無膜，背鰭硬棘12枚、背鰭軟條25枚、臀鰭硬棘2枚、臀鰭軟條29枚，側線連續，在最後一根背棘下方向下彎曲，側線鱗片43枚，頭部上部淺棕色，頭部後部上方有一寬闊的白色T形斑塊，向前延伸至兩眼之間，眼後下方有一條斜雙橫帶（前橫帶深色，後橫帶白色），鰓蓋後上部通常有白色斑塊，口內無色素沉澱，上背部灰棕色，背部中線有約7-10個白色、邊緣深的鞍狀斑，體長可達5.1公分，棲息在沙底質海床及潮池，生活習性不明。